# Walter Erbe (Landrat)
Walter Erbe (* 26. Juni 1890 in Landeck, Landkreis Habelschwerdt, Provinz Schlesien; † 5. Juli 1963 in Hamburg) war ein deutscher Jurist, Politiker und Landrat.

## Leben
Als Sohn eines Landrentmeisters geboren, studierte Erbe nach dem Besuch des Johannesgymnasium Breslau und des Gymnasiums in Meseritz Rechts- und Staatswissenschaften in Breslau und Greifswald. Während seines Studiums wurde er 1912 Mitglied der Burschenschaft Arminia Breslau, der späteren Alten Breslauer Burschenschaft der Raczeks. Nach seinem Examen 1917 machte er sein Referendariat, in dem er an der Gründung des Preußischen Referendarbundes beteiligt war. 1920/21 trat er der Deutschen Volkspartei (DVP) bei und wurde Mitglied der Organisation Escherich. 1921 wurde er in Greifswald zum Dr. iur. promoviert und legte 1922 die Große Staatsprüfung ab. Nach mehreren Stationswechseln wurde er 1926 Regierungsrat beim Landesfinanzamt in Kiel. Zum 1. August 1931 trat er in die NSDAP ein (Mitgliedsnummer 624.385) und wurde Gaufachleiter für Staatsbeamte im Bund Nationalsozialistischer Deutscher Juristen (BNSDJ) in Schleswig-Holstein. Ab 1932 war er Mitglied im Reichsbund deutscher Beamter. 1933 arbeitete er als Staatskommissär beim Oberpräsidenten der Regierung Schleswig-Holsteins und wurde Landrat im Kreis Norderdithmarschen. 1934 ging er im Dienst der Reichsverwaltung zum Landesfinanzamt Schleswig-Holstein, kurz darauf jedoch nach Berlin zum Reichsfinanzministerium. Er war Aufsichtsratsvorsitzender der Basaltwerke in Schleswig-Holstein und Richter beim Kreisparteigericht Berlin. 1936 wurde er in Berlin Bezirksbürgermeister des Bezirks Mitte, jedoch schon 1939 in den Ruhestand versetzt, nachdem es ein Dienststrafverfahren wegen angeblicher Verunglimpfung gegen ihn gegeben hatte. Danach arbeitete er als Wirtschafts- und Steuerberater und war Geschäftsführer der Fachgruppe Pelzindustrie in Leipzig. 1945 ging er nach Hamburg. 1946 erhielt er Berufsverbot und seine Beamtenrechte wurden ihm aberkannt. Er wurde erst 1966 rehabilitiert.